# TSPAN4
TSPAN4 (англ. Tetraspanin 4) – білок, який кодується однойменним геном, розташованим у людей на короткому плечі 11-ї хромосоми. Довжина поліпептидного ланцюга білка становить 238 амінокислот, а молекулярна маса — 26 118.
| 10         |  | 20         |  | 30         |  | 40         |  | 50         |
| ---------- |  | ---------- |  | ---------- |  | ---------- |  | ---------- |
| MARACLQAVK |  | YLMFAFNLLF |  | WLGGCGVLGV |  | GIWLAATQGS |  | FATLSSSFPS |
| LSAANLLIIT |  | GAFVMAIGFV |  | GCLGAIKENK |  | CLLLTFFLLL |  | LLVFLLEATI |
| AILFFAYTDK |  | IDRYAQQDLK |  | KGLHLYGTQG |  | NVGLTNAWSI |  | IQTDFRCCGV |
| SNYTDWFEVY |  | NATRVPDSCC |  | LEFSESCGLH |  | APGTWWKAPC |  | YETVKVWLQE |
| NLLAVGIFGL |  | CTALVQILGL |  | TFAMTMYCQV |  | VKADTYCA   |  |            |

A: Аланін

C: Цистеїн

D: Аспарагінова кислота

E: Глутамінова кислота

F: Фенілаланін

G: Гліцин

H: Гістидин

I: Ізолейцин

K: Лізин

L: Лейцин

M: Метіонін

N: Аспарагін

P: Пролін

Q: Глутамін

R: Аргінін

S: Серин

T: Треонін

V: Валін

W: Триптофан

Локалізований у мембрані.